# Nesopriona castanea
Nesopriona castanea är en skalbaggsart som först beskrevs av Olivier 1795.  Nesopriona castanea ingår i släktet Nesopriona och familjen långhorningar. Inga underarter finns listade i Catalogue of Life.